# Rukhshana Media
Rukhshana Media és una organització periodística de dones afganeses creada el novembre del 2020 en memòria de Rukhshana, una jove apedregada fins a la mort l'any 2015 a la província de Ghor.

## Creació
Rukhshana Media va ser creada el novembre de 2020 per Zahra Joya per centrar-se en històries de dones afganeses i sobre elles. El nom "Rukhshana" es refereix a un adolescent de la província de Ghor anomenada Rukhshana que va ser acusada d'adulteri i apedregada fins a la mort l'any 2015. Un vídeo de la lapidació va circular àmpliament, aconseguint una àmplia atenció internacional. L'assassinat de Rukhshana va ser un dels diversos casos d'assassinat per honor de dones que fugien de matrimonis forçats o de dones víctimes de violacions a la província de Ghor a mitjan 2010.

## Temes
Els temes publicats per Rukhshana Media inclouen "la salut reproductiva de les dones, la violència domèstica i sexual i la discriminació de gènere". Durant l'ofensiva dels talibans del 2021, Rukhshana Media va informar sobre les expectatives que els talibans violarien els drets de les dones i que les dones divorciades que quedaven solteres s'esperava que estiguessin en risc de ser perjudicades pels talibans. El juliol de 2021, Rukhshana Media, juntament amb Time i The Fuller Project, van informar sobre la prohibició d'anar a l'escola per "milers" de noies de les zones ocupades pels talibans de l'Afganistan, amb professors de les escoles de nenes que rebien amenaces de mort i se'ls negava l'autorització per ensenyar. Segons l'informe, només les nenes fins a l'edat de 12 anys se'ls va permetre assistir a l'escola, però estaven obligades a portar nicabs o burques, i el nombre d'hores d'ensenyament de l'Alcorà es va incrementar.

## Riscos de seguretat
Durant l'ofensiva talibana del 2021, les periodistes de Rukhshana Media estaven en perill, a causa de l'alt risc d'assassinat de dones periodistes. Columbia Journalism Review va descriure els riscos per a periodistes afganesos en general i per a les dones periodistes en particular com a elevats després de la caiguda de Kabul en mans de les forces talibanes el 15 d'agost de 2021.